# Idiocerus dolosus
Idiocerus dolosus är en insektsart som beskrevs av Ball 1902. Idiocerus dolosus ingår i släktet Idiocerus och familjen dvärgstritar. Inga underarter finns listade i Catalogue of Life.